# Дело Республиканской партии России
Дело Республиканской партии России — серия судебных процессов, связанных с отказами Минюста РФ признавать легитимными съезды Республиканской партии России, а потом и требованиями ликвидировать партию, которые сначала закончились лишением РПР регистрации в Верховном суде, а затем, после решения ЕСПЧ в пользу РПР, признанием российского законодательства нарушающим права человека, частичной либерализацией законодательства Дмитрием Медведевым (на это в том числе повлияли многотысячные акции «За честные выборы!» декабря 2011 года), отменой Верховным судом своего решения о ликвидации партии и восстановлением госрегистрации Республиканской партии России.
РПР 31 мая 2007 года была лишена регистрации на основе решения кассационной инстанции Верховного суда. Тогда решение было принято на основании заявления Росрегистрации о том, что численность членов этой партии и количество её региональных отделений не соответствуют российскому законодательству. В апреле 2011 года ЕСПЧ опубликовал решение о том, что ликвидация РПР была незаконной, и в сентябре оно вступило в законную силу.

## РПР
17 декабря 2005 года РПР провела съезд, на которым было переизбрано руководство, изменён юридический адрес, создано несколько новых региональных отделений. В конце 2005 года РПР попросила Министерство юстиции внести поправки в информацию ЕГРЮЛ. В 2006 году оно ответило, что не признаёт съезд легитимным. В сентябре 2006 года Таганский суд Москвы отказался удовлетворить иск Республиканской партии к Росрегистрации, которая не признала результаты съезда в декабре. По словам одного из лидеров партии Владимира Рыжкова, из-за регистрационной службы были заморожены партийные счета, ликвидировано три региональных отделения, перестали появляться новые отделения. Решение суда закрыло возможность партии участвовать в выборах. Неприятности с регистрационной службой Рыжков связывал с тем, что партия «не бегает в Кремль», а сам он входит в оппозиционную коалицию «Другая Россия». 23 марта 2007 года Верховный суд РФ вынес решение о ликвидации РПР, которая стала шестой партией, которая ликвидируется по решению Верховного суда. В предыдущем году ФРС посчитала несоответствующей закону «О политических партиях» деятельность 12 организаций.
В январе 2007 года сопредседатель РПР Владимир Лысенко заявил, что, отстаивая своё право на регистрацию, партия «пойдет до конца». Республиканская партия направила два иска в Европейский суд по правам человека, потому что на справедливость судебной системы внутри России, где «правды искать уже негде», партийцы не рассчитывают. Рыжков также пообещал «масштабный процесс» в Верховном суде РФ и подать третий иск в Страсбург.

## Решение ЕСПЧ
12 апреля 2011 года стало известно, что Европейский суд по правам человека вынес решение по делу Республиканской партии России. ЕСПЧ установил, что российские власти дважды нарушили Европейскую конвенцию о защите прав человека и основных свобод. ЕСПЧ опубликовал пресс-релиз по этому решению, а решение было размещено на сайте суда.
Отказывая РПР, российские суды ссылались на пункт закона, который вступил в силу уже после того, как партии было заявлено о нелегитимности её съезда и отказано во внесении изменений в реестр. Европейский Суд сделал вывод о том, что, отказав во внесении изменений в реестр, власти вышли за пределы законной цели и вмешались во внутреннюю деятельность заявителя способом, который не может рассматриваться как законный и необходимый в демократическом обществе. Следовательно, имело место нарушение статьи 11 Конвенции.
Рассматривая вопрос о ликвидации по причине невыполнения требований о минимальной численности и региональной представительности, Европейский Суд отметил, что требования к минимальной численности партий установлены в ряде государств, однако российские требования к минимальной численности являются самыми высокими в Европе. Национальное законодательство, устанавливающее данные требования, неоднократно менялось в течение последних нескольких лет, что исходя из международной практики может восприниматься как попытка манипулирования избирательным законодательством в пользу правящей партии. Согласно ЕСПЧ, такая мера, как ликвидация партии, может применяться по отношению к политическим партиям, которые используют незаконные или недемократические методы, подстрекают к насилию или проводят политику, направленную на разрушение демократии. Заявитель, общероссийская политическая партия, которая никогда не отстаивала региональные или сепаратистские интересы, одной из целей которой является обеспечение единства страны и мирное сосуществование её многонационального населения, и которая никогда не обвинялась в попытках подорвать территориальную целостность России, была ликвидирована только по формальным основаниям невыполнения требований о минимальной численности и региональной представительности. Европейский Суд посчитал, что ликвидация партии была несоразмерной законным целям, указанными представителями властей. Следовательно, имело место нарушение статьи 11 Конвенции.
Рыжков пояснил: «Это решение суда имеет огромное значение для российского общества и российской политики. Вслед за нами иски о незаконном лишении регистрации или об отказе в регистрации подали ещё несколько партий. Теперь они выиграют эти дела. Всего Кремль за последние годы ликвидировал, по тем же надуманным предлогам более 30 партий, и отказал в регистрации 6 новым. ЕСПЧ признал не соответствующими международным обязательствам России и европейским стандартам базовых положений нашего законодательства о партиях и отчасти — выборного законодательства. Теперь все эти нагромождения запретительного авторитарного законодательства, призванные обеспечить монополию на власть и ограничить свободу политической жизни в стране, должны быть отменены». «Я думаю, что это решение даже пока трудно оценить, но это будет иметь очень больше значение для дальнейшей политической ситуации в стране. Мы не единственная партия, которая подавала иски. Фактически это решение ЕСПЧ открывает дорогу к восстановлению целого ряда оппозиционных партий. Во-вторых, фактически в этом решении европейского суда всё наше партийное законодательство признано не соответствующим европейской хартии по правам человека и не соответствующим нашим обязательствам перед Советом Европы. Вообще-то теперь надо менять это законодательство. Впервые в истории Европейский суд признал не соответствующей европейскому законодательству основу созданной Путиным вертикали власти, вот этой авторитарной политической системы. Мне кажется, что теперь все партии и граждане будут опираться на наше решение в борьбе за свои права. Это огромное поражение Кремля, который последние 10 лет уничтожал в России демократию и права человека, политическую конкуренцию, топтал человеческое достоинство». В эфире радиостанции «Эхо Москвы» Рыжков заявил, что «возможно, мы будем ставить вопрос перед Конституционным судом РФ о пересмотре российского партийного законодательства».
В июле 2011 года Владимир Рыжков заявил, что подаст иск в Верховный суд: «Один иск будет подан мною и другими руководителями Республиканской партии в Верховный суд России, который нас закрывал четыре года назад. В этом иске по вновь открывшимся обстоятельствам будет содержаться одно требование — восстановить Республиканскую партию России в реестре юридических лиц. То есть фактически это будет означать юридическое восстановление партии, вплоть до того, что Республиканская партия в этом случае, в случае победы в Верховном суде, получит право на участие в парламентских выборах в декабре этого года. Второй иск я подготовил в Конституционный суд России, он оспаривает ряд положений закона о партиях. Дело в том, что Европейский суд по правам человека признал целый ряд принципиальных положений нашего закона о партиях, региональных отделений, внутреннего устройства партий не соответствующими Европейской конвенции по правам человека. Так что такие два иска у меня готовы.»
Рыжков сказал, что убежден, что партия должна быть восстановлена в соответствии с решением Европейского суда, но, по его словам, министр юстиции Коновалов уже комментировал эту ситуацию и сказал, что «Да, да, они выиграли Европейский суд, да, ликвидация партии была незаконной. Ну что же, пусть заново партию создают».
15 сентября 2011 года решение Европейского суда по правам человека по Республиканской партии России (РПР) вступило в силу. Тем самым ЕСПЧ отклонил жалобу российского правительства в Большую палату Суда от 8 июля 2011 года.

25 октября 2011 года председатель Конституционного суда Валерий Зорькин заявил, что Россия обязана выполнять все решения Европейского суда по правам человека, в том числе и по вопросу регистрации Республиканской партии.

## Верховный суд РФ

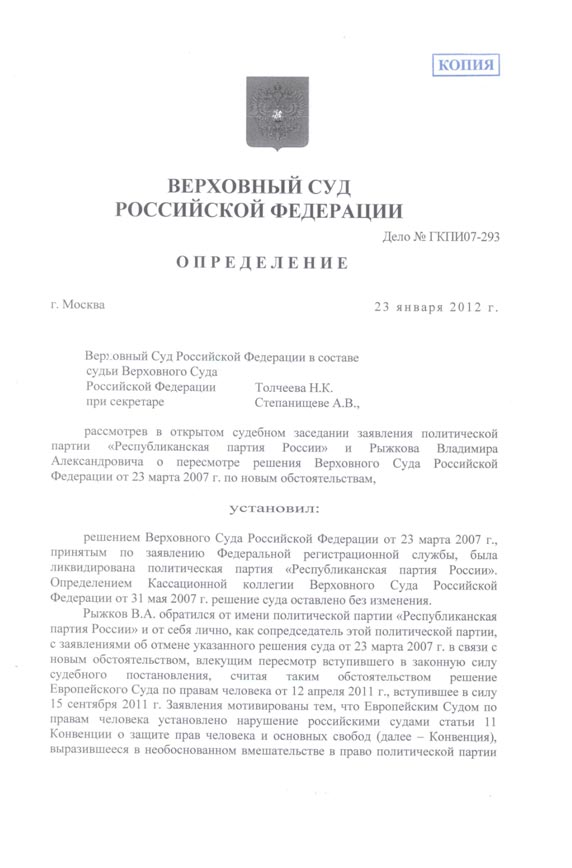
Решение ВС РФ от 23 января 2012 года об отмене ликвидации Республиканской партии России

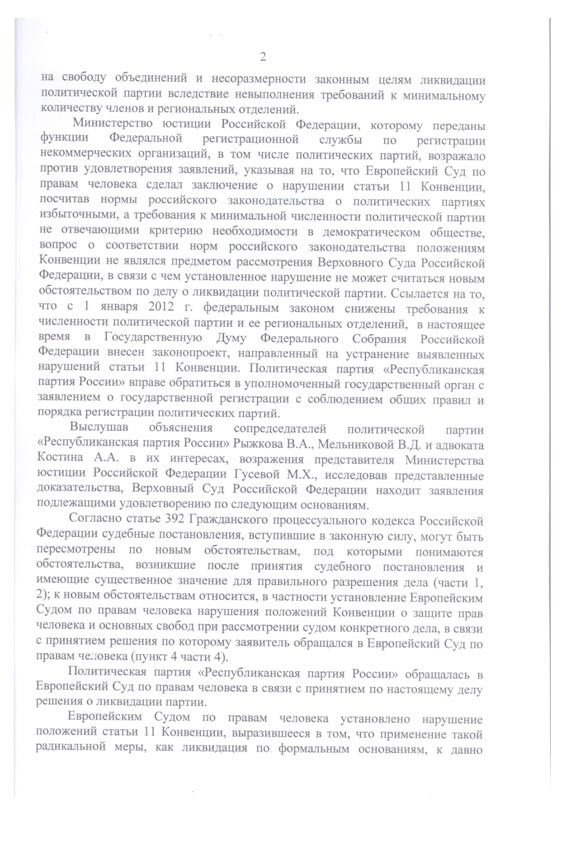
Решение ВС РФ от 23 января 2012 года об отмене ликвидации Республиканской партии России

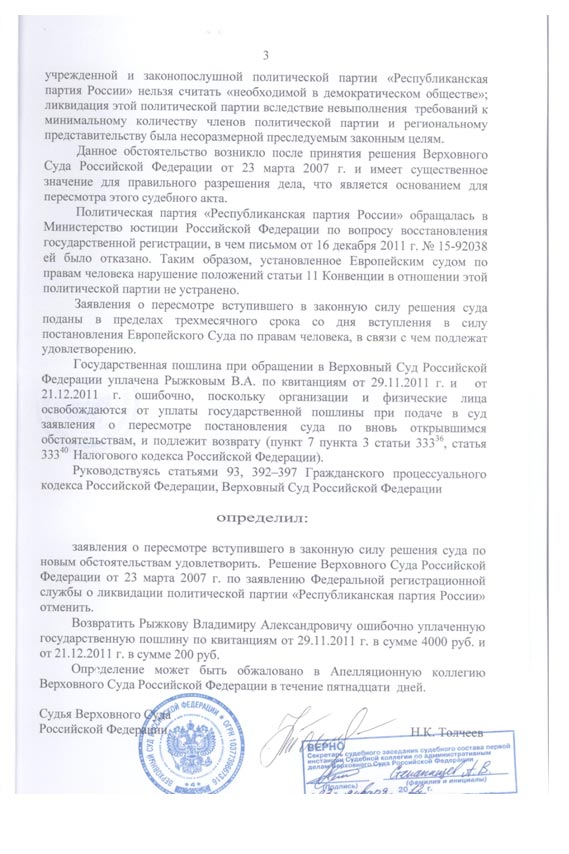
Решение ВС РФ от 23 января 2012 года об отмене ликвидации Республиканской партии России

2 декабря 2011 года Владимир Рыжков подал в Верховный суд РФ заявление с требованием отменить прежнее решение 2007 года, обязать Минюст восстановить государственную регистрацию Республиканской партии, а также обязать это ведомство восстановить регистрацию региональных отделений партии. Владимир Рыжков посетовал на то, что по вине государства Республиканская партия не смогла принять участие в 2 парламентских и 2 президентских выборах.
23 января 2012 года Верховный суд удовлетворил заявление Рыжкова и отменил своё решение, вынесенное в марте 2007 года, о ликвидации Республиканской партии России и постановил пересмотреть соответствующий иск Федеральной регистрационной службы. В ходе заседания в своей речи Рыжков отметил, что РПР была одной из старейших партий, а Европейский суд счел неправомерной ликвидацию доказавшего свою состоятельность политического объединения по формальным основаниям: «Для России решение Европейского суда по правам человека в соответствии со статьей 46 Европейской конвенции является обязательным. И государство обязано выполнить окончательное постановление ЕСПЧ по делам, где государство является стороной, как в данном случае». Политик пригрозил, что в том случае, если РПР не получит удовлетворительного решения в ВС РФ, то «мы будем обращаться в Комитет министров Совета Европы, Департамент исполнения решений ЕСПЧ по вопросу неисполнения решения ЕСПЧ, вступившего в силу». По его словам, представители партии доказали, что граждане РФ при достаточном упорстве могут добиваться защиты своих прав.
В ответной речи представитель Минюста заявила, что претензия ЕСПЧ относится прежде всего не к решению Верховного суда, а к российскому законодательству. Она подчеркнула, что исполнение решения ЕСПЧ должно быть произведено путём внесения изменений в действующее российское законодательство, а не при помощи отмены решения Верховного суда, принятого в 2007 году. По её мнению, Страсбургский суд своим решением указал на необходимость внесения поправок в национальное законодательство, что и делается — президент Дмитрий Медведев уже внёс в Госдуму проект изменений в законодательство, согласно которым минимальное количество членов партии будет снижено до 500 человек, а требование о численности отделений объединения в регионах убирается вовсе.
Позже Владимир Рыжков заявил: «Мы первая партия, которая выиграла иск в европейском суде против российского правительства, и это очень важный прецедент. Мы уже направили официальный меморандум в Совет министров Совета Европы, там есть департамент исполнения судебных решений. Мы их уже уведомили о том, что Минюст дал отрицательное заключение по нашему делу, Минюст предлагает вновь отклонить наше заявление о восстановлении партии. Если Верховный суд не выполнит решение Европейского суда по правам человека, то мы будем требовать от Совета Европы рассмотрения этого дела уже на уровне общеевропейском, потому что это будет открытое и откровенное невыполнение стороной решения суда».
Адвокат Вадим Прохоров заявил, что «если решение ВС устоит и РПР сохранит регистрацию», партия будет одним из субъектов, который сможет жаловаться на нелегитимность выборов последних четырёх лет, потому что партийцы не могли принимать в них участие.
После отмены решения о ликвидации партии Минюст РФ, не согласившись с таким решением, направил жалобу, слушания по которой назначены на конец марта. Владимир Рыжков заявил, что будет преследовать главу ведомства Александра Коновалова в европейских судах: «Я сейчас получил бумагу, которую они послали, и тут же потребую срочного рассмотрения этого дела в комитете министров Совета Европы, потому что это злостное, намеренное и скандальное невыполнение <решения> Европейского суда по правам человека».

## Реформа Медведева 2012 года
Председатель Госдумы Сергей Нарышкин, участвуя на «Эхе Москвы» в программе Михаила Барщевского перед вторым чтением поправок в закон о политических партиях, рассказал, что работа над законопроектами о либерализации началась до Болотной и Сахарова: «я это знаю доподлинно, поскольку летом ещё работал руководителем администрации президента РФ и, вот, летом 2011 года эти законопроекты обсуждались, и уже тогда началась их подготовка». Сам Барщевский подтвердил, что «в июле-месяце 2011 года я, не работая в администрации, но работая в правительстве, видел 2 законопроекта. Это правда.»
В начале октября 2012 года глава юрслужбы КПРФ депутат Госдумы Вадим Соловьев сообщил, что в прежние времена решения Конституционного суда РФ могли не выполняться годами, однако именно в последний год-полтора наметилась противоположная тенденция. На взгляд парламентария, это связано с тем, что «исполнительная власть намерена держать КС в сфере своего постоянного внимания». Цель — поднять авторитет высшего суда страны. Авторитет же его требуется поднимать потому, что есть идея переключить часть исков россиян в Европейский суд по правам человека (ЕСПЧ) на КС РФ. Кроме того, депутат из КПРФ напомнил, что председатель КС Валерий Зорькин выступил недавно с инициативой — разбираться в случаях отказа в регистрации партий именно в его структуре: «Судя по всему, российскую власть сильно обеспокоили выигрыш Республиканской партии Владимира Рыжкова иска против России в ЕСПЧ и реакция на это европейской общественности». 18 июля 2012 года Конституционный суд РФ признал не соответствующими конституции отдельные нормы закона о порядке рассмотрения обращений граждан РФ и Минюст уже подготовил соответствующие поправки о введении штрафов за нарушение правил работы с жалобами, а также о возможности подавать их не только в индивидуальном порядке, но и от объединений граждан, в том числе общественных движений и даже партий.

## Попытки снять партию с выборов
В мае регистрация партии была восстановлена, а в июне был проведён съезд, на котором к партии присоединились члены ПАРНАСа и РПР сменила название на РПР-ПАРНАС.
В августе 2012 года Избирательная комиссия Барнаула отказалась считать РПР-ПАРНАС той самой Республиканской партией России, регистрацию которой в мае Минюст восстановил в соответствии с решением ЕСПЧ и не заверила список партии РПР-ПАРНАС для участия в предстоящих выборах в городскую думу. «Комиссия не уверена, что РПР и РПР-Парнас — одна и та же партия, хотя это прямо записано в свидетельстве о регистрации партии, и номер в ЕГРЮЛ [Едином государственном реестре юридических лиц] один и тот же», — написал Рыжков на своей странице в сети Facebook. Как он полагает, РПР-ПАРНАС сняли с выборов в этот момент, потому что другого повода позднее могло не найтись. Рыжков говорил, что они обжалуют решение в краевом избиркоме, «а там, возможно, пойдем сразу к Чурову в ЦИК». Он также заявлял: «Я уже подумываю об очередной жалобе в Европейский суд». Однако, неожиданно вице-спикер Госдумы и секретарь генсовета «Единой России» Сергей Неверов назвал решение об отказе в регистрации списка партии «не совсем объективным». Затем Избирком Барнаула всё же отменил своё ранее принятое решение об отказе заверить список кандидатов и принял новое решение заверить список. Рыжков рассказал, что «при этом на заседании избиркома нас предупредили, что будут очень тщательно проверять все наши документы, то есть цепляться к каждой мелочи, но у нас очень сильные юристы, что и доказала сегодняшняя победа».